# 台灣扁鍬形蟲
台灣扁鍬形蟲（學名：Dorcus titanus sika）是台灣最常見的鍬形蟲之一，廣泛分佈於臺灣及其周邊島嶼海拔0~2000公尺的闊葉林，因身體比其他鍬形蟲扁平而得名，屬於完全變態。雄蟲成體體長約21~75mm，雌蟲成體體長則約18~45mm。中廣身材，與鬼艷鍬形蟲同屬台灣常見大型鍬形蟲。

## 分佈及生物特性
台灣扁鍬形蟲分布於中低海拔的平原與闊葉林山區，以及綠島，野外成蟲個體約出現於4~10月間，夜晚有趨光性，喜歡陰暗潮濕的地方，人工飼養的狀況下的個體可活 1 ～ 3年，體色為黑褐色至深黑色。幼蟲以朽木為食，不過在平地的椰子樹中，也可以發現其幼蟲；成蟲則喜歡腐爛之水果或樹液為食。成蟲性格暴躁、兇猛好鬥，就連雌蟲也會為了爭奪產卵用的朽木大打出手。
齒(畸角)：尖端各有一大突起，中間則有許多細小突起。

## 外部連結
- 扁鍬形蟲[永久]
- 鐵甲武士
- Dorcus titanus sika from Taiwan （页面存档备份，存于）
- Dorcus titanus sika（页面存档备份，存于）
- 鍬形蟲 - 國立臺灣大學昆蟲標本館數位典藏